# Växjö
Koordinati:   56°53′01″N, 14°48′22″E
Växjö (vékše) je glavno mesto okrožja Kronberg v pokrajini Smalånd na jugovzhodu Švedske.
V imenu mesta Växjö, v katerem živi 55600 prebivalcev (popis 2005), sta združeni dve besedici, väg (cesta) in sjö (jezero), kar pomeni cesto prek zamrznjenega jezera, ki so ga pozimi prečkali na poti do trga, ki je pozneje postal mesto.
Legenda o nastanku mesta govori o angleškem misijonarju Sigfridu, ki je konec vikingeškega obdobja prišel oznanjat božjo besedo. Na mestu, na katerem stoji današnja katedrala je v 12. stoletju postavil prvo cerkev, okoli katere se je razvilo današnje mesto, ki je že od leta 1172 sedež škofije.
Danes je Växjö izobraževalno središče z dolgo tradicijo, tu je oddelek univerze iz Lunda, steklarsko raziskovalni inštitut, strojna, pohištvena in tekstilna industrija. V kraju imajo sedeže uprave svetovno znanih korporacij kot so Volvo, Saab, Alstom.
V bližnji okolici so na bregovih jezera Helgasjön ruševine trdnjave Kronberg, južno od mesta pa stoji grad Teleborg, ki daje videz srednjeveške utrdbe, postavljen pa je bil leta 1900. Danes je grad okoli katerega je čudovit park namenjen protokolarnim dogodkom.

## Galerija slik
- Växjö Katedrala (2005)
- Katedrala leta 1700
- Notranjost katedrale leta 1880
- Univerza
- Hokejska dvorana
- Grad Teleborg